# Augochlora regina
Augochlora regina är en biart som beskrevs av Smith 1853. Augochlora regina ingår i släktet Augochlora och familjen vägbin. Inga underarter finns listade.

## Bildgalleri

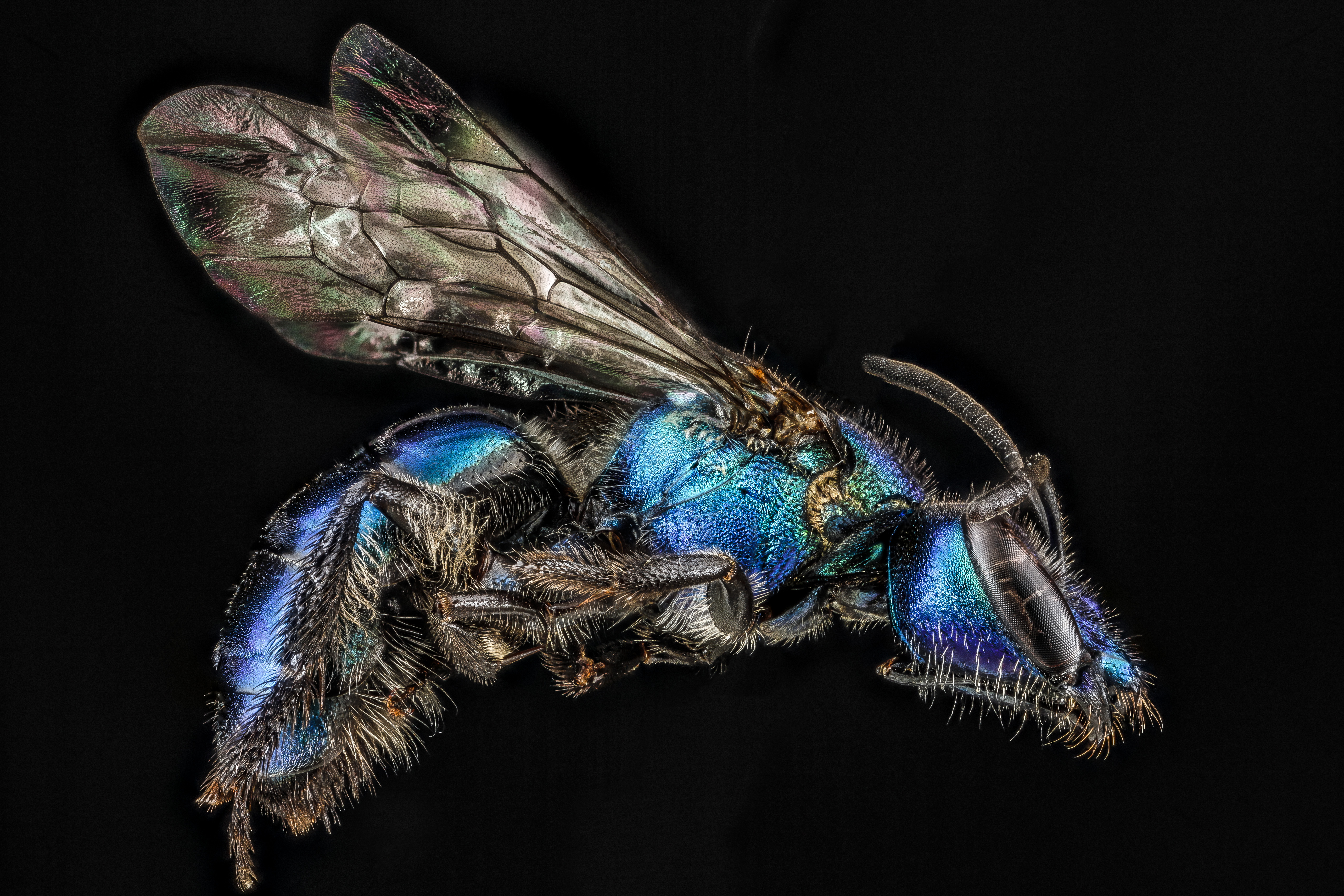
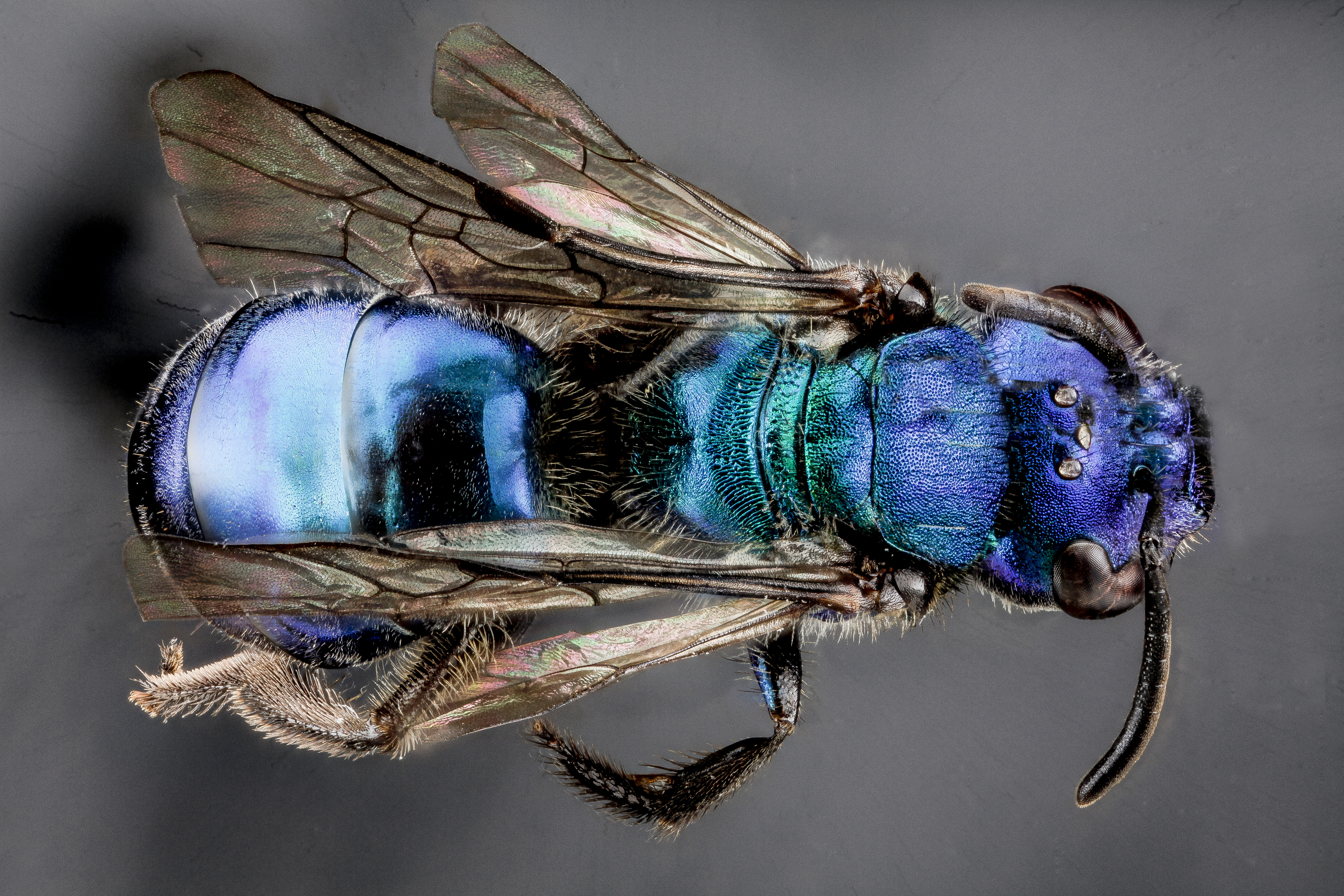
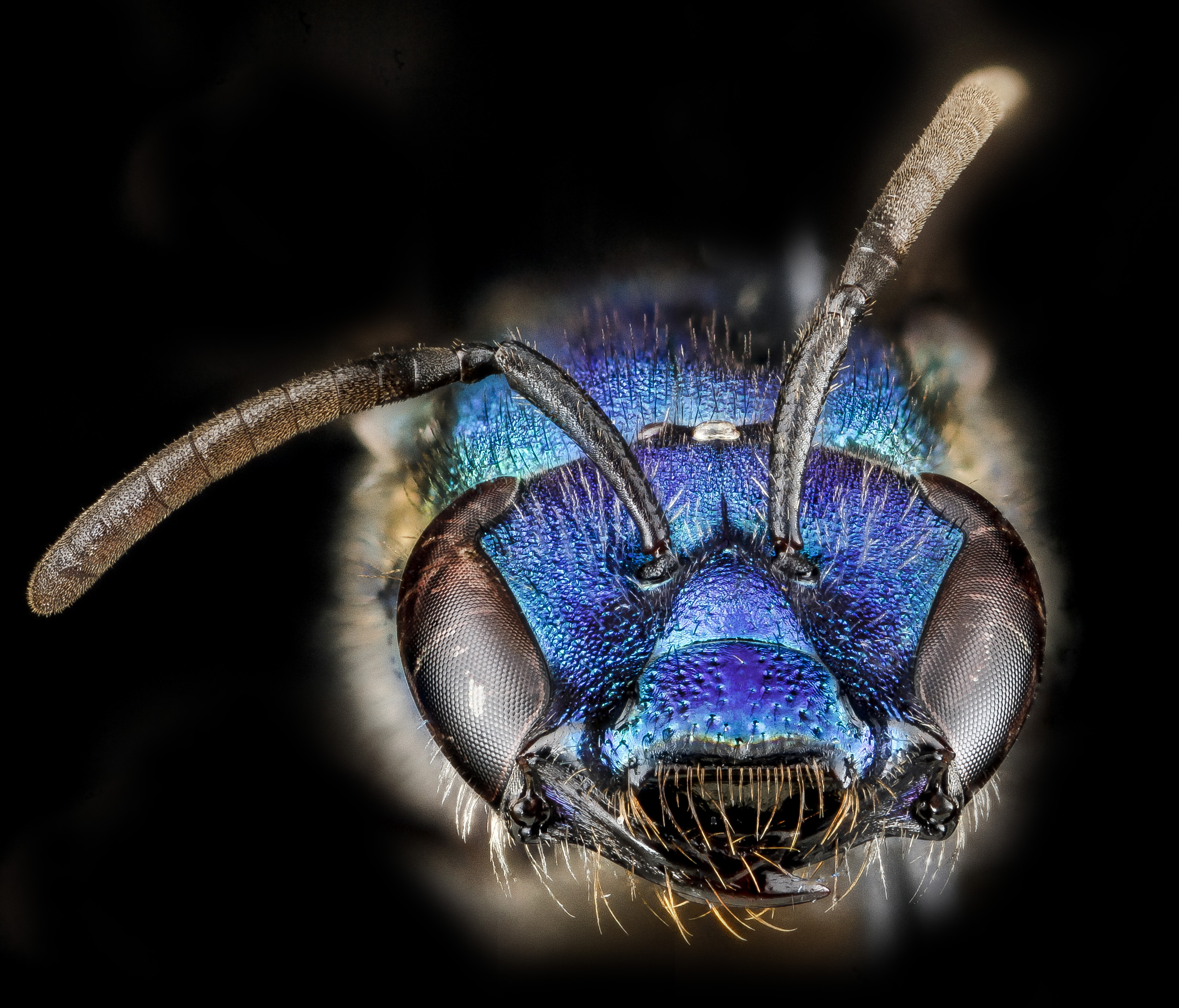